# Ana Teresa Oropeza
Ana Teresa Oropeza Villavicencio (14 de marzo de 1964, en San Juan de los Morros, Venezuela) es una reina de belleza venezolana, ganadora del título de Miss Venezuela 1982.

## Biografía
Ana Teresa Oropeza nació el 14 de marzo de 1964, en el Estado Guárico, aunque luego se residenciaría en la ciudad de Caracas. Sus padres fueron Juan Antonio Oropeza Hernández (militar del Ejército venezolano) y Ana Villavicencio Muñoz.
Ganó la corona el viernes 6 de mayo de 1982, en la edición 29° del máximo certamen de belleza de Venezuela, celebrado en el Teatro del Hotel Macuto Sheraton, en Caraballeda (Vargas) y el cual contó con la participación de 19 aspirantes al título.
Al momento de titularse Miss Venezuela, tenía 18 años de edad y medía 1.79 m de estatura.
Oropeza acudió al Miss Universo 1982, celebrado en el Coliseo Amauta, en Lima (Perú), el 26 de julio de ese año. No logró ingresar al grupo de 12 semifinalistas.
En Venezuela, generó gran polémica durante su año de reinado, luego de que, durante una entrevista efectuada por el periodista Nelson Hipolytte Ortega del diario El Nacional, confesara que entre sus gustos musicales estaba "la música de Shakespeare".
Contrajo matrimonio en 1983 con el empresario de medios Omar Gerardo Camero y tuvo tres hijos: Omar Antonio (Fallecido trágicamente el 22-07-2014)http://acn.com.ve/nieto-del-dueno-de-televen-muere-en-accidente-aereo/ (enlace roto disponible en Internet Archive; véase el historial, la primera versión y la última)., Gerardo (fallecido trágicamente en 2009) y Fabiana. Su suegro Omar Camero Zamora es dueño y fundador del canal Televen.